# Oia (község)
Oia egy község Spanyolországban, Pontevedra tartományban. Oia O Rosal, Tomiño és Baiona községekkel határos. Lakosainak száma 3080 fő (2024).

## Népesség
A település népessége az elmúlt években az alábbi módon változott:
| Lakosok száma | 2921 | 2912 | 3159 | 3227 | 3101 | 3042 | 3004 | 3053 | 3080 | 3080 |
|               | 2001 | 2004 | 2007 | 2009 | 2012 | 2014 | 2017 | 2019 | 2022 | 2024 |